# Никитский монастырь (Переславль-Залесский)
Ники́тский монасты́рь — мужской монастырь Переславской епархии Русской православной церкви, расположенный на северной окраине города Переславля-Залесского на берегу Плещеева озера. Один из древнейших монастырей России. Посвящён святому великомученику Никите Готфскому. Здесь также покоятся мощи и сохраняются вериги святого преподобного Никиты Столпника.
Согласно сказанию Степенной книги, князь Владимир Святославич отдал Ростово-Суздальскую область своему сыну Борису. Нынешние насельники считают 1010 год датой основания святой обители. Именно в это время Борис и епископ Иларион основали первые церкви на Плещеевом озере, утверждая таким образом христианство на языческих землях. Возможно, что одна из этих церквей и стала основой будущего монастыря.

## История
В литературных памятниках домонгольской эпохи обитель не упоминается. Время, когда в ней жил насельник Никита Столпник, также вызывает сомнения. Например, Евгений Голубинский относил его деятельность к периоду татаро-монгольского ига.
Приблизительно в XV веке одним из монахов Никитского монастыря было составлено житие преподобного Никиты, которое затем дополнялось описанием чудес, явленных святым посмертно. Из жития следует, что преподобный столпник Никита Переславский подвизался здесь в конце XII века. Среди людей, которые получили исцеление благодаря святому, в житии упоминаются Михаил Всеволодович, сын черниговского князя, и Иоанн, сын Иоанна Васильевича Грозного. В память об исцелении Михаила воздвигнута Черниговская часовня (нынешнее здание относится к постройке 1702 года).

### Древнерусский период
На рубеже XV-XVI веков в монастыре некоторое время жил будущий основатель Переславского Троице-Данилова монастыря св. Даниил.
До XVI века монастырь жил собственными трудами. Около 1515—1521 годов переславским дьяконом Евстафием после его исцеления у мощей преподобного поставлена деревянная Никитская церковь, посвящённая переславскому чудотворцу (не сохранилась). В 1521 году угличский князь Дмитрий Иоаннович подарил монастырю село под Угличем. А в 1528 году по приказу Великого князя Московского Василия Третьего на территории обители на месте старой каменной Никитской церкви (посвящённой раннехристианскому мученику) строится каменный Никитский собор.
Расцвет обители начался при игумене Вассиане, когда на неё обратил своё внимание сын Василия Третьего — Иван Грозный. Он готовил монастырь как запасную опричную крепость — на тот случай, если Александровская слобода перестанет быть надёжным укреплением. Не раз он со своей семьёй совершал паломничества в монастырь. В 1560—1564 годах по приказу царя возведено новое здание собора — пятиглавый храм (старая постройка времён Василия Третьего стала южным приделом Никиты Столпника). Иван Грозный приезжал на освящение собора. Одним из его вкладов было массивное бронзовое паникадило для храма, а его жена Анастасия Романовна подарила храму собственноручно вышитый образ Никиты Столпника. Храм XVI века сохранился до наших дней. По велению царя здесь были воздвигнуты и другие строения — трапезная церковь (не сохранилась), надвратная церковь св. Архангела Гавриила (не сохранилась), стены и башни (1562 год, сохранились в перестроенном виде). Иван Грозный снабдил монастырь вотчинами, учинил общее жительство.
Стены монастыря выдержали осаду поляков в 1609 году. А в 1611 году литовцы с паном Сапегой после двухнедельной осады выжгли монастырь. Многих защитников монастыря перебили, а возглавлявший оборону игумен Мисаил после осады вынужден был скитаться. На территории монастыря остались литовские пушки (две сохранились и сейчас выставлены в Переславском музее).
Монастырь был восстановлен при участии царственной семьи Романовых. Цари Михаил Фёдорович и Алексей Михайлович, патриарх Филарет Никитич сделали в монастырь ценные дары. При Алексее Михайловиче в 1643—1645 годах (частично на средства патриарха Иосифа) стены и башни возобновлены с небольшими изменениями. Тогда же возведена сохранившаяся до наших дней Благовещенская церковь с двухэтажной трапезной палатой и шатровой колокольней. В 1668 году Алексей Михайлович дозволил рыбным ловцам на монастырский обиход ловить в озере всякую рыбу одним неводом. В феврале 1698 года это разрешение подтвердил Пётр I, который, по преданию, прожил в монастыре некоторое время.
В 1702 году построена Черниговская часовня — последний образец переславской архитектуры древнерусского периода.

### Период XVIII—XX веков
Паломникам в монастыре XVIII—XIX веков показывали столп и древние вериги преподобного Никиты, а также его каменную шапку; последняя в 1735 г. была изъята московскими церковными властями.
Монастырю удалось пережить губительное для многих обителей екатерининское время. В XVIII-XIX веках здесь продолжается строительство.
В 1768 году к трапезной Благовещенской церкви пристроен придел во имя св. Николая Чудотворца. В XVIII веке построена часовня над столпом св. Никиты и служебные корпуса (все строения сохранились).
В начале XIX века вместо старинной (времён Ивана Грозного) надвратной церкви св. Архангела Михаила выстроена высокая колокольня.
Ежегодно в монастыре совершалось 6 крестных ходов: 2 — из Переславля в монастырь (24 мая/6 июня в день св. Никиты и 21 июля/3 августа в память избавления переславцев от холеры 1848 году; в понедельник Страстной недели, 2/15 февраля и 15/28 сентября — вокруг обители; в девятое воскресенье после Пасхи к колодцу св. Никиты).
В ХVIII веке обитель являлась так же местом ссылки провинившихся переславских священнослужителей.

### Монастырь в XX веке
В 1918 году имущество монастыря было национализировано. Формально монастырь был ликвидирован в 1923 год, ценные предметы были переданы музею. На территории и в строениях монастыря в разное время находились дом отдыха для научных работников, школа, жилые квартиры, горкомхоз, женская колония. В 1933 году был сожжён иконостас Никитского собора.
В 1960—1970-х годах под руководством архитектора Пуришева И. Б. был отреставрирован Никитский собор — древнейшее сооружение монастыря. Однако в 1984 году, на Ильин день, рухнула его центральная глава. В декабре 1993 года монастырь вновь был открыт. Началась масштабная реставрация зданий и обустройство территории, которыми руководил наместник монастыря (до 1999 года) — епископ Анатолий (Аксёнов). С 1999 года архимандритом монастыря является отец Димитрий (Храмцов).
В 2013 году Никитский собор монастыря отреставрирован, ведутся работы по росписи внутри собора и установки иконостаса.
Основными праздниками монастыря считаются 24 мая/6 июня — память святого Никиты; 23 мая/5 июня — собор Ростово-Ярославских святых.

## Архитектурный ансамбль Никитского монастыря

### Постройки в пределах стен
- Никитский собор (1561—1564)
- Церковь Благовещения и трапезная (XVII век)
- Колокольня шатровая (1668)
- Столп-часовня Никиты (1768)
- Колокольня надвратная (1818)
- Монашеский корпус (1876)
- Крепостные стены и башни (1560-е годы)

### Постройки за крепостной стеной
- Черниговская часовня (1702)
- Никитская часовня

## Владения
В средние века монастырь был крупным феодалом. Ему принадлежали сёла: Городище, Княжево, Конюцкое, Коровино, Красное, Криушкино, Лучинское, Никитская слобода, Плечево, Половецкое, Скоморохово, Троицкая Слобода, Фалелеево, Филимоново, Филипповское, Ягренево и другие.

## Настоятели монастыря

### Игумены
- Иона (начало XVI века).
- Вассиан (1558).
- Харитон (1561).
- Никон (1579—1598).
- Пахомий (1602).
- Леонтий (1608—1609).
- Мисаил (в 1611 году по случаю разорения монастыря литовцами скитался меж двор).
- Ферапонт (1614).
- Иов (1617—1627; переведён в Псково-Печерский монастырь).
- Афанасий (1627—1630).
- Иосиф (Дьяков) (1630—1639).
- Моисей (1642—1640).
- Порфирий (1653).
- Моисей Веневитин (1655—1657).
- Герасим (1657—1662).
- Роман (1663—1685).
- Феодосий (1686—1699).
- Аврамий (1700—1702).
- Иосиф (16 июня 1702 года).
- Сергий (1703).
- Варлаам (Лихарев) (с 8 ноября 1704 по 1709 год).
- Пахомий (с 30 августа 1709 до июня 1714 года).

### Архимандриты
- Иосиф (18 июля 1714).
- Антоний (с сентября 1724 по 1727).
- 1730).
- Иларион (с 24 марта 1730 по 1732 год).
- Иона (с февраля 1733 по 1736 год).
- Иосиф (Скрипицын) (с 11 августа 1736 по 1738 год).
- Аврамий (с февраля 1739 по 1744 год).
- Аврамий Галицкий (с 6 января 1745 года).
- Епископ Серапион (1745—1753).
- Пахомий (Пиманский) (с марта 1753 по 1759 год).
- Нифонт (Червинский) (с 25 ноября 1753 по 1758 год).
- Каллистрат (с 16 января 1758 по 1759 год).
- Боголеп, Никольский игумен (с 4 января по 6 марта 1760 года).
- Сильвестр (Страгородский) (6 марта 1760 — 5 ноября 1761 года).
- Галактион (с 10 января по 10 октября 1761 года).
- Иероним (Левандовский) (5 декабря 1762 — 25 ноября 1774 года).

### Игумены и архимандриты
- Иоанникий (2 января 1775 — 22 апреля 1778 года).
- Никандр (22 апреля 1786 — 6 ноября 1788).
- Палладий (с 6 ноября 1788 по 1794 год).
- Афанасий (со 2 мая 1794 по 1799 год).
- Вениамин (с 13 июня 1799 по 1802 год).
- Анатолий (19 августа 1802 по 1804 год).
- Иннокентий (Тихомиров), архимандрит (8 июня 1804 — 10 сентября 1804 года).
- Никон (Боевский), игумен (с 16 ноября 1804 по 1806 год).
- Лаврентий (с 20 марта 1806 по 1880 год).
- Пахомий (1830—1832).
- Иероним (Сретенский) (с 10 июля 1833 по март 1845 года).
- Нифонт (Успенский), архимандрит (с апреля 1845 года по 1868 год).
- Герасим (Грязнов) (с 10 июля 1868 года).
- Наум (23 апреля 1872 года)[7]
- Исидор (Колоколов) (с 13 марта 1896 по 7 июня 1900 года)
- Анатолий (Аксенов) (18 июля 1994 — 28 декабря 1998)
- Димитрий (Храмцов) (с 1 апреля 1999)

## Фотографии
- Никитский монастырь
- Никитский монастырь
- Никитский монастырь